# Rendez-vous avec Pol Pot
Rendez-vous avec Pol Pot é um filme dramático de 2024 co-escrito e dirigido por Rithy Panh. Estrelado por Irène Jacob, Grégoire Colin e Cyril Gueï. É parcialmente baseado em eventos reais e no livro When the War Was Over: Cambodia and the Khmer Rouge Revolution, de Elizabeth Becker.
Rendez-vous avec Pol Pot teve sua estreia mundial no 77º Festival de Cinema de Cannes em 16 de maio de 2024 na seção Cannes Premiere. O filme foi selecionado como a entrada cambojana para o Melhor Longa-Metragem Internacional no 97º Oscar, mas não foi indicado.

## Enredo
Três franceses: dois jornalistas e um acadêmico, viajando para o Kampuchea Democrático em plena ditadura de Pol Pot depois de aceitarem um convite do regime, embarcando numa perigosa viagem ao coração do governo brutal.

## Elenco
- Irène Jacob como Lise Delbo
- Grégoire Colin como Alain Cariou
- Cyril Gueï como Paul Thomas
- Bun-Hok Lim como Camarade Sung
- Leng Thirith como Somaline Mao
- Sovann Nhoeb como Chan
- Paov Pitu como  Ta Mok
- Siden In como Chef d'atelier
- Sophourn Has como Ieng Sary
- Tithya Nouhem como o intérprete
- Sok Sothun como homem velho
- Sokong Heng como Sikoeurn
- Rithy Panh como Pol Pot (voz/silhueta)[8]

## Lançamento
Teve sua estreia mundial em 16 de maio de 2024, no 77º Festival de Cinema de Cannes, depois foi lançado em 5 de junho de 2024, nos cinemas franceses e em 9 de agosto de 2024, nos cinemas cambojanos.